# Walter Samuel
Wálter Adrián Samuel (født 23. marts 1978 i Firmat, Argentina) er en argentinsk tidligere fodboldspiller. Han spillede i sin karriere for de argentinske klubber Newell's Old Boys og Boca Juniors, spanske Real Madrid, italienske Inter og AS Roma samt schweiziske FC Basel.
Samuel vandt med Roma det italienske mesterskab i 2001, ligesom han med Inter sikrede sig titlerne i både 2007, 2008, 2009 og 2010. Med milaneserne blev det desuden til sejr i Coppa Italia i både 2006 og 2010, samt UEFA Champions League i 2010. Med Boca Juniors vandt han desuden to argentinske mesterskaber, samt Copa Libertadores.

## Landshold
Samuel nåede 56 kampe og fem scoringer for Argentinas landshold, som han debuterede for i 1999. Han var en del af den argentinske trup til både VM i 2002 og VM i 2010, samt til Copa América i 1999 og Confederations Cup 2005.

## Titler
Argentinsk Mesterskab
- 1998 og 1999 med Boca Juniors

Serie A
- 2001 med AS Roma
- 2007, 2008, 2009 og 2010 med Inter

Coppa Italia
- 2006 og 2010 med Inter

Champions League
- 2010 med Inter

Copa Libertadores
- 2000 med Boca Juniors